# CA Atenas (San Carlos)
Der Club Atlético Atenas, auch als Atenas de San Carlos bekannt (Spitznamen: Azulgrana, Negros, Atenienses), ist ein Fußballverein aus der im Departamento Maldonado gelegenen Stadt San Carlos im Süden Uruguays. 

## Geschichte
Der Verein wurde am 1. Mai 1928 gegründet. In den Jahren 1965, 1975, 1976 und zuletzt 2001 konnte jeweils der Copa El País gewonnen werden. Am Ende der Saison 2008/09 stieg man als Tabellen-3. zum ersten Mal aus der Segunda División, der zweithöchsten Spielklasse Uruguays, in die Primera División auf. Am Ende der Saison 2009/10 stieg der Verein als Tabellenletzter jedoch umgehend als 16. der Tabelle wieder in die zweite Liga ab. Die folgende Zweitligasaison bestritt man durchaus erfolgreich und verpasste als Tabellen-Dritter die beiden Aufstiegsränge nur knapp. man erreichte somit die Play-offs um den Aufstieg. Dort scheiterte man aber im Halbfinale nach zwei jeweils durch Simón Pagua besiegelten 1:0-Niederlagen bereits am späteren dritten Erstliga-Aufsteiger des Jahres, dem Cerro Largo FC. In der Spielzeit 2011/12 platzierte man sich lediglich auf dem 8. Rang der Abschlusstabelle. In den anschließenden Aufstiegs-Play-offs war im Viertelfinale Huracán Endstation.
Die Spielzeit 2013/14 beendete man als Tabellenzweiter und Vize-Meister der Segunda División. Durch den damit verbundenen Aufstieg spielte der Club Atlético Atenas in der Saison 2014/15 in der Primera División. Aufstiegstrainer Edgardo Arias verlängerte im Juni 2014 seinen Vertrag. Sein Trainerstab bestand aus Co-Trainer Diego Sienra, Prof. Marcos Rodríguez und Torwarttrainer Rafael Hermida. In der nachfolgenden Erstligasaison schnitt die Mannschaft von Atenas im Vergleich zu den beiden Mitaufsteigern Rampla Juniors und Tacuarembó FC am besten ab. Man belegte in der Jahresgesamttabelle den 12. Platz, musste aber als 14. und somit Drittletzter in der Abstiegswertung dennoch den unmittelbaren Gang zurück in die Zweitklassigkeit antreten.

## Erfolge
- 4× Copa El País (1965, 1975, 1976, 2001)
- 2× Aufstieg in die Primera División 2008/09, 2013/14

## Ehemalige Spieler
- Gastón Cellerino (2007)
- Fernando Clavijo (1973–1978)
- Álvaro Fernández (2006)
- Mateo Figoli (2003–2004)
- Pablo Muniz Larrosa (2009)
- Richard Pérez (2005–2006)
- José Pablo Varela Rebollo (2009–2010)

## Trainerhistorie
- Jorge González
- Juli 2008 bis Dezember 2008: Julio Acuña
- mind. 2010: Wilmar Cabrera
- März 2013 bis Juni 2015: Edgardo Arias[7]
- Januar 2016 bis April 2016[8]: Ricardo Ortiz
- April 2016 bis Juni 2016: Alejandro Apud
- seit Juli 2016: Adolfo Barán

## Ehemalige Präsidenten
- Alejandro Cabrera